# Крупник Семен Самійлович
Семе́н Самі́йлович Кру́пник (5 квітня 1928, Вінниця, УРСР, СРСР — 2 грудня 2008, Одеса, Україна) — радянський і український актор театру і кіно. Народний артист України (1993). Присвятив життя театру Одеси в 1960—1990-х роках.

## Біографія
Закінчив авіаційний технікум, поступив на вечірнє віддлення МАТІ, не закінчивши, переходить в театральне училище ім. Щукіна, працював на вертольотному заводі.
Акторську роботу розпочав у Челябінському театрі музичної драми (1955—1960).
1960 року почав працю актором Одеського театру музичної комедії, 1990 — як актор Одеського російського драматичного театру ім. Іванова.
Товаришував з одеським актором Михайлом Водяним, ім'я котрого носить Одеський театр музичної комедії, кілька років працював у музичному театрі «Рішельє».
У кіно почав зніматися 1963 року, знявся у 31 кінострічці. Відомість як кіноактору приніс фільм 1965 року «Ескадра повертає на захід» — зіграв роль матроса Фукса.
Брав участь у багатьох програмах та документальних стрічках, присвячених Одесі, виступав на Гуморині.
Разом з дружиною Оленою Василівною виховали двох синів.

## Фільмографія
Знімався у фільмах:
- «Мрії назустріч» (1963, журналіст Сантос Рем)
- «Тиха Одеса» (1967, Фалін)
- «Якщо є вітрила» (1969, Ілля Семенович, керівник постачання)
- «Небезпечні гастролі» (1969, «Алі-Баба аравійський, маг та чарівник індійський» — разом з Володимиром Висоцьким і Бориславом Брондуковим, зіграв роль Алі-Баби)
- «Море нашої надії» (1971, працівник пароплавства)
- «Здрастуйте, лікарю!» (1971 — товариш Олександра, серед акторів — Микола Волков-ст.)
- «Факір на годину» (1972, Кулик-Куликовський, конферансьє, реж. Д. Нижниківська)
- «Прощавайте, фараони!» (1974, продавець, режисери В. Винник, Давид Черкаський)
- «Місто з ранку до опівночі» (1976, батько біля пологового будинку)
- «Чарівний голос Джельсоміно» (1977, продавець)
- «Де ти був, Одіссею?» (1978, комісар французької поліції безпеки)
- «В одне прекрасне дитинство» (1979, фотограф)
- «Вторгнення» (1980, фотограф)
- «Депутатська година» (1980, будівельник)
- «Про тебе» (1981)
- «Бережіть жінок» (1981, Микола Миколайович — батько Люби)
- «Довгий шлях в лабіринті» (дід з онуком у поїзді, 1981)
- «Весільний подарунок» (1982)
- «Трест, що луснув» (1982, серія «Поросяча етика» — негр Мера)
- «Зелений фургон» (1983)
- «Серед тисячі доріг» (1983, актор театру музкомедії)
- «Спокуса Дон-Жуана» (1985 — Соломон)
- «А чи був Каротин?», 1989)
- «Дежа вю» (1989, професор психіатрії)
- «Обережно: відьми!» (1990 — лікар-психіатр, режисер О. Амелін)
- «Блукаючі зірки» (1991, глядач)
- «Повернення „Броненосця“» (Білорусь — Росія, 1996)
- «Кредитка» (2004, реж. Л. Павловський)
- «Мелодія для катеринки» (2009, режисер Кіра Муратова) та ін.

## Вшанування пам'яті
Семен Крупник — одна з найвідоміших постатей театрального життя Одеси 1960—1990-х років.
Через рік після смерті Семена Самойловича на фасаді його будинку на Соборній площі, 10, — саме тут відомий артист прожив більшу частину свого життя в Одесі, — встановили барельєф. Гроші для артиста збирали друзі та шанувальники таланту. Для цього був створений організаційний комітет, який очолила Ганна Семенівна Чернобродська.